# Adorf
Adorf (en alemán ˈadɔʁf) es una pequeña ciudad y municipio en el distrito de Vogtlandkreis situado al sureste del Sajonia, Alemania. El nombre Adorf se deriva de "Dorf in der Aue", en donde Aue u ouwe en alemán antiguo significa tierra rodeada por agua, pradera húmeda, isla. Gettengrün, una aldea dentro del distrito, hace frontera con la República Checa.

## Historia
Adorf se fundó en 1200, ganando en 1293 el fuero de "ciudad". La construcción de las murallas de la ciudad comenzó en 1477. Debido a la buena posición de Adorf como cruce de caminos aparecieron numerosas industrias textiles y manufactureras como la fabricación de instrumentos musicales. La iglesia de San Juan se edificó en 1498. Un incendio arrasó la ciudad en 1768. En 1896 se construyó el actual edificio del ayuntamiento.

## Geografía

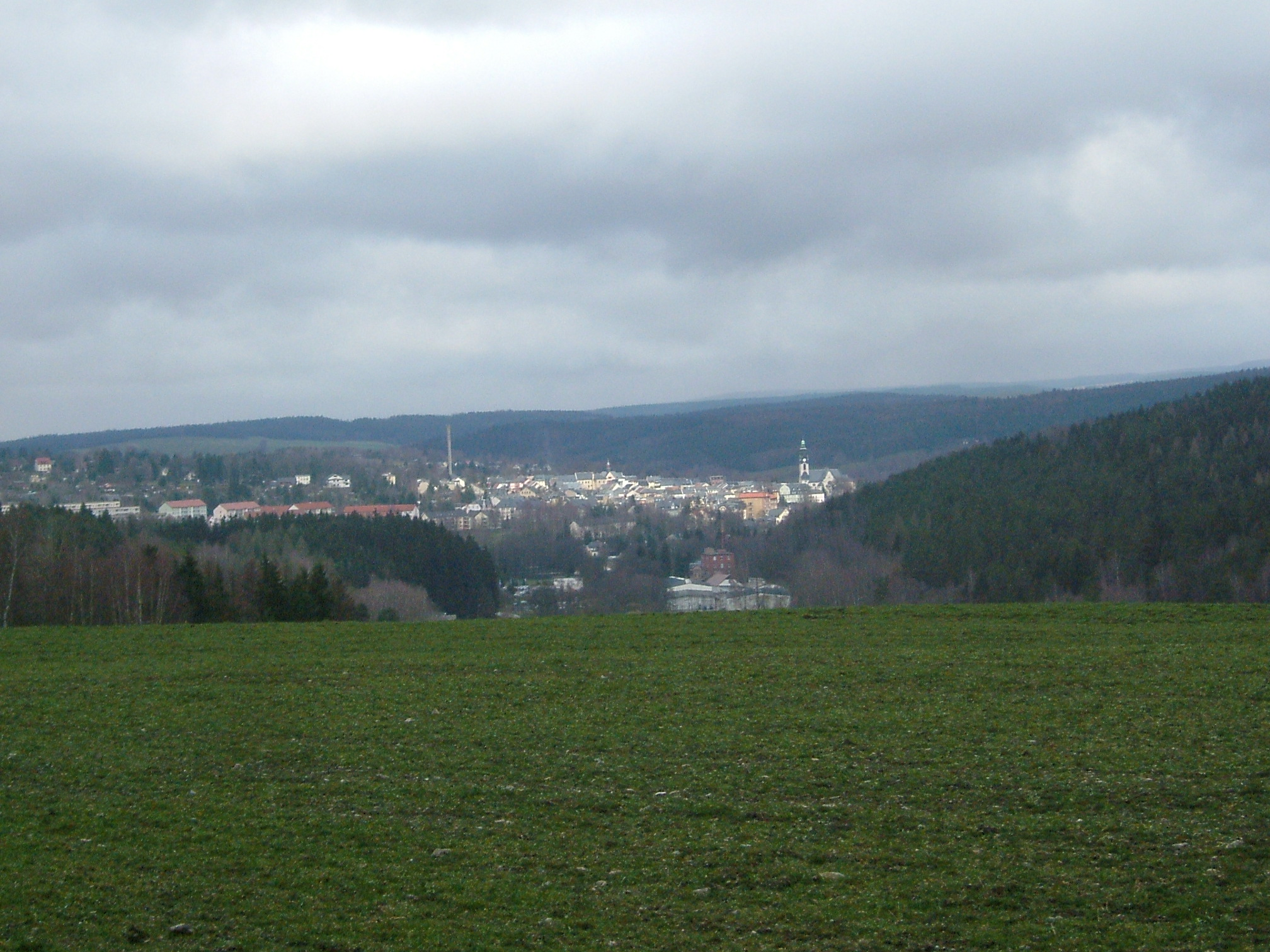
Vista de Adorf desde el sur.

Adorf se encuentra en el Elstergebirge, una región de pequeñas colinas dentro del sistema de los montes Metalíferos (Erzgebirge). 
Dentro del distrito se encuentran los pueblos de Arnsgrün, Remtengrün, Hermsgrün, Rebersreuth, Leubetha, Freiberg, Jugelsburg y Sorge.
Adorf está rodeada de los siguientes distritos: Bad Elster, Eichigt, Markneukirchen Mühlental. Además hace frontera con la República Checa.

### Población
| Año  | Población |
| ---- | --------- |
| 1500 | 1.000     |
| 1779 | 1.300     |
| 1801 | 1.310     |
| 1815 | 1.862     |
| 1831 | 2.395     |
| 1834 | 2.348     |
| 1910 | 7.887     |
| 1960 | 8.832     |
| 1971 | 8.398     |
| 1998 | 6.396     |
| 1999 | 6.296     |
| 2000 | 6.214     |
| 2001 | 6.127     |
| 2002 | 6.017     |
| 2004 | 5.817     |
| 2005 | 6.096     |